# Lotte Schreiber

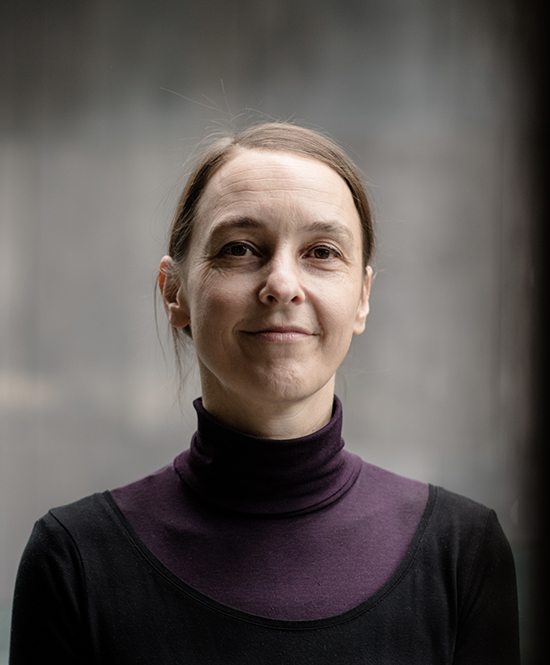
Lotte Schreiber (2019)

Lotte Schreiber (* 20. August 1971 in Mürzzuschlag) ist eine österreichische Filmemacherin und Künstlerin, lebt und arbeitet in Wien.

## Leben und Werk
Sie studierte an der TU Graz Architektur. Auch in den Filmen und Videos von Lotte Schreiber spielen Architektur und Landschaft eine bedeutende Rolle. Durch ihren experimentellen Zugang lassen sich ihre Arbeiten als Kunstfilme verstehen. Lotte Schreiber erhielt unter anderen 2017 das Staatsstipendium für Video- und Medienkunst, 2015 den Diagonale-Preis (A) für Innovatives Kino (mit Sasha Pirker) und 2013 Award for Best Short Film, Edinburgh International Film Festival (UK). Ihre Filmarbeiten sind regelmäßig auf nationaler und internationalen Filmfestivals, zum Beispiel Viennale (A) und International Film Festival Rotterdam (NL), vertreten. Beim Filmfestival Crossing Europe in Linz kuratiert Schreiber seit 2019 die Programmsektion „Architektur und Gesellschaft“.

## Filme
- 2011: EVN Collection - a kind of portrait
- 2011: Git Cut Noise
- 2012: GHL
- 2013: Suedstadt
- 2014: Exhibition Talks
- 2014: tracing Thalerhof
- 2016: Diagonale 2016. Festivaltrailer.
- 2016: If I had land under my feet
- 2016: Manchmal also denkt man, weil es sich bewährt hat. Wittgensteins Haus.
- 2018: Sabaudia
- 2019: Der Stoff, aus dem Träume sind[4]

## Preise und Auszeichnungen
- 2003: Best Experimental Film, New York Underground Film Festival
- 2003: Nominierung für den Internationalen Medienkunstpreis, ZKM,#, Karlsruhe
- 2004: International Competition Cinematography Award, Cinematexas, Austin, Texas
- 2005: Nominierung für Internationalen Medienkunstpreis, ZKM, Karlsruhe
- 2009: Gewinnerin von THE SECTION ARCHITECTURE, Milano Doc Festival
- 2011: „Outstanding Artist Award“ Avantgardefilm, Bundesministerium für Unterricht, Kunst und Kultur
- 2012: Lobende Erwähnung am IFFI – Internationales Filmfestival Innsbruck
- 2013: Award for Best Short Film, Edinburgh International Filmfestival
- 2013: Lobende Erwähnung, Österreichischer Wettbewerb, Vienna Independent Shorts
- 2015: Diagonale-Preis für Innovatives Kino (mit Sasha Pirker)
- 2017: Staatsstipendium für Video- und Medienkunst[5]